# إنهاء الاستعمار

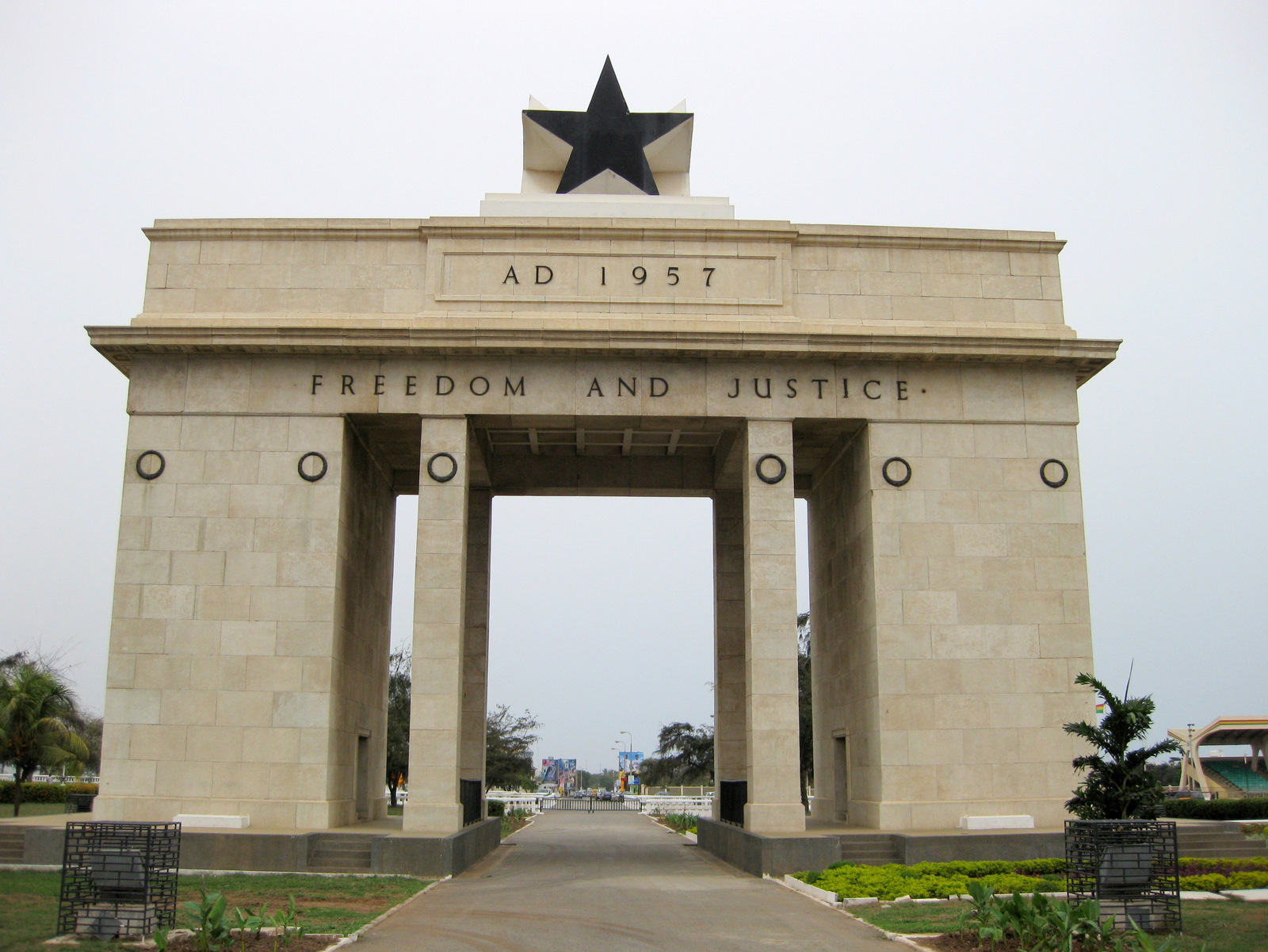
نصب النجمة السوداء في غانا

إنهاء الاستعمار هو إبطال الاستعمار والتراجع عنه، والاستعمار هو العملية التي بموجبها تفرض دولة ما نفوذها وهيمنتها على أراضٍ أجنبية، وغالبًا ما تكون تلك الأراضي ما وراء البحار. وينطبق هذا المفهوم بشكل خاص على تفكك الإمبراطوريات الاستعمارية التي تأسست قبل الحرب العالمية الأولى في جميع أنحاء العالم والذي حدث خلال النصف الثاني من القرن العشرين. ويركز بعض الباحثين في إنهاء الاستعمار بشكل خاص على الحركات المطالبة بالاستقلال في المستعمرات، مثل القومية الكريولية.
وقد تعادل النتيجة النهائية الناجحة لإنهاء الاستعمار شكلًا من أشكال اليوتوبيا للسكان الأصليين، نظرًا إلى الطبيعة المنتشرة للاستعمار والاستعمار الجديد والاستعمار الثقافي، فإن هدف إنهاء الاستعمار الكامل قد يبدو بعيد المنال أو أسطوريًا. ويذكر الباحثون من السكان الأصليين أن أحد الجوانب المهمة لإنهاء الاستعمار هو النقد المستمر لوجهات النظر الغربية للعالم والارتقاء بمعرفة السكان الأصليين.

## النطاق
حددت الأمم المتحدة الحق الأساسي في تقرير المصير باعتباره جوهر إنهاء الاستعمار، الأمر الذي يسمح بالاستقلال، وإنهاء الاستعمار بطرق أخرى. ذكرت اللجنة الخاصة بإنهاء الاستعمار التابعة للأمم المتحدة أنه في عملية إنهاء الاستعمار لا يوجد بديل عن المستعمر سوى السماح بعملية تقرير المصير. وما تزال الدول المستقلة تُطالب بحق تقرير المصير، وتطالب بإنهاء الاستعمار، كما في حالة الشعوب الأصلية.
قد يشمل إنهاء الاستعمار إما ثورة سلمية أو حروب تحرير وطنية من قبل الجماعات المؤيدة للاستقلال. وقد يكون دوليًا أو ينطوي على تدخل قوى أجنبية تعمل بشكل فردي أو من خلال هيئات دولية مثل الأمم المتحدة. على الرغم من أنه يمكن العثور على أمثلة حول إنهاء الاستعمار في وقت مبكر من كتابات ثوقيديدس، فقد كانت هناك عدة فترات نشطة بشكل خاص لإنهاء الاستعمار في العصر الحديث. وتشمل انهيار الإمبراطورية الإسبانية في القرن التاسع عشر؛ والإمبراطوريات الألمانية والنمساوية المجرية والعثمانية والروسية في أعقاب الحرب العالمية الأولى؛ بالإضافة إلى الإمبراطوريات الاستعمارية البريطانية والفرنسية والهولندية والبرتغالية والبلجيكية والإيطالية واليابانية في أعقاب الحرب العالمية الثانية؛ والاتحاد السوفيتي في نهاية الحرب الباردة.
استُخدم مصطلح إنهاء الاستعمار للإشارة إلى إنهاء الاستعمار الثقافي من أفكار المستعمرين التي جعلت المستعمَر يشعر بالدونية. وما تزال قضايا إنهاء الاستعمار قائمة وتثار بشكل معاصر. تجري مناقشة مثل هذه القضايا في أمريكا اللاتينية وجنوب إفريقيا بشكل متزايد تحت مصطلح الديكلونيالية (الانفصال الثقافي عن الاستعمار).

## الطرق والمراحل
كان هناك زخم لإنهاء الاستعمار مع نهاية الحرب العالمية الأولى، ولا سيما من خلال عصبة الأمم وخاصة للأراضي الأوروبية التي كانت تحت سيطرة الإمبراطوريتين العثمانية والنمساوية المجرية. وبموجب المادة 22 من ميثاق عصبة الأمم وضعت عدة دول تحت الانتداب. وكانت النية المعلنة هي إعداد هذه البلدان للحكم الذاتي، ولكن غالبًا ما يُفسر الانتداب على أنه مجرد إعادة توزيع للسيطرة على المستعمرات السابقة غير الأوروبية للقوى المهزومة، وخاصة الإمبراطورية الألمانية والإمبراطورية العثمانية. استمر عمل إعادة الانتداب هذا من خلال الأمم المتحدة، مع نظام مماثل من الأراضي تحت الوصاية الدولية التي تأسس لتعديل السيطرة على كل من المستعمرات السابقة والأراضي الواقعة تحت الانتداب.
كان إعلان الأمم المتحدة لعام 1960 «منح الاستقلال للبلدان والشعوب المستعمرة» علامة بارزة في إنهاء الاستعمار.

### نظريات لاتجاهات إنهاء الاستعمار
اقترح الباحثون تفسيرات مختلفة لاتجاهات إنهاء الاستعمار. ويؤكد تفسيران بارزان على حالة الاقتصاد العالمي (مثل ما إذا كانت هناك هيمنة ونمو اقتصادي أم ركود) ونظرية النظام السياسي العالمي (التي تؤكد على انتشار نموذج الدولة القومية من أوروبا الغربية إلى عمليات التبعية والعدوى حيث يجري إنهاء الاستعمار في حالة واحدة تؤدي إلى إنهاء الاستعمار لاحقًا في حالات أخرى). وتؤكد التفسيرات الأخرى كيف أدى انخفاض ربحية الاستعمار والتكاليف المرتبطة بالإمبراطورية إلى إنهاء الاستعمار. وتؤكد بعض التفسيرات كيف كافحت القوى الاستعمارية عسكريًا ضد المتمردين في المستعمرات بسبب التحول من ظروف القرن التاسع عشر المتمثلة في «الإرادة السياسية القوية، والبيئة الدولية المتساهلة، والوصول إلى المتعاونين المحليين، والمرونة في اختيار معاركهم» لظروف القرن العشرين مثل «الجماهير اللامبالية، والقوى العظمى المعادية، وقلة المتعاونين، والخيارات المقيدة».

## التاريخ الغربي
بدءًا من ظهور الولايات المتحدة في سبعينيات القرن الثامن عشر، حدث إنهاء الاستعمار في سياق التاريخ الأطلسي، على خلفية الثورتين الأمريكية والفرنسية. أصبح إنهاء الاستعمار حركة أوسع في العديد من المستعمرات في القرن العشرين، وأصبح حقيقة واقعية بعد عام 1945.

يبدو أن المؤرخ وليام هاردي ماكنيل، في كتابه الشهير صعود الغرب الصادر عام 1963، قد فسر تراجع الإمبراطوريات الأوروبية بعد عام 1945 على أنه من المفارقات أن يكون بسبب التغريب نفسه.
على الرغم من انحلال الإمبراطوريات الأوروبية منذ عام 1945، وخسوف الدول القومية المنفصلة في أوروبا كمراكز للسلطة السياسية من خلال اندماج الشعوب والأمم تحت رعاية كل من الحكومتين الأمريكية والروسية، إلا أنه ما يزال صحيحًا، منذ نهاية الحرب العالمية الثانية تسارع التدافع لتقليد العلوم والتكنولوجيا المناسبة والجوانب الأخرى للثقافة الغربية بشكل هائل في جميع أنحاء العالم. وهكذا تزامن خلع أوروبا الغربية عن سيطرتها القصيرة على الكرة الأرضية مع (وكان سببه) تغريب سريع غير مسبوق لجميع شعوب الأرض.
في نفس الكتاب، كتب ماكنيل أن «صعود الغرب، كما هو مقصود من خلال عنوان ومعنى هذا الكتاب، لا يتسارع إلا عندما يتخلى أحد الشعوب الآسيوية أو الأفريقية عن الإدارة الأوروبية من خلال جعل التقنيات والمواقف والأفكار الغربية بما يكفي للسماح لهم بذلك».
كانت مستعمرات بريطانيا العظمى الثلاثة عشر في أمريكا الشمالية هي أول مستعمرات انفصلت عن وطنها الاستعماري بإعلان استقلالها باسم الولايات المتحدة الأمريكية عام 1776، والاعتراف بها كدولة مستقلة من قبل فرنسا عام 1778 وبريطانيا عام 1783.

### الثورة الهايتية
حدثت الثورة الهايتية في عام 1789 وانتفاضة العبيد اللاحقة في عام 1791 في مستعمرة سان دومينغو الفرنسية، في جزيرة هيسبانيولا الكاريبية. في عام 1804، حصلت هايتي على استقلالها عن فرنسا باسم إمبراطورية هايتي، والتي أصبحت فيما بعد جمهورية.

### أمريكا الإسبانية
قطعت فوضى الحروب النابليونية في أوروبا الروابط المباشرة بين إسبانيا ومستعمراتها الأمريكية، ما سمح ببدء عملية إنهاء الاستعمار.
مع غزو إسبانيا من قبل نابليون عام 1806، أعلنت المستعمرات الأمريكية الحكم الذاتي والولاء للملك فرديناند السابع. وجرى نقض العقد وكان على مناطق الإمبراطورية الإسبانية أن تقرر ما إذا كانت ستظهر الولاء للمجلس العسكري لقادس (المنطقة الوحيدة في إسبانيا التي لم تكن تحت حكم نابليون) أو أن يكون لها مجلس عسكري خاص بها. وكان الاحتكار الاقتصادي للمدينة هو السبب الرئيسي وراء قرار العديد من البلدان الاستقلال عن إسبانيا. وفي عام 1809 بدأت حروب الاستقلال في أمريكا اللاتينية بتمرد في لاباز في بوليفيا. وفي عامي 1807 و1808 غزا البريطانيون ملكية ريو دي لا بلاتا البديلة. وبعد هزيمتهم الثانية أعلن الفرنسي سانتياغو دي لينيرز نائبًا جديدًا للملك من قبل السكان المحليين وقبلت إسبانيا به لاحقًا. وفي مايو عام 1810 في بوينس آيرس جرى إنشاء المجلس العسكري، ولكن في مونتيفيديو لم يعترف به من قبل الحكومة المحلية التي اتبعت سلطة المجلس العسكري في قادس. وكان التنافس بين المدينتين هو السبب الرئيسي لعدم الثقة بينهما. وخلال الخمسة عشر عامًا التالية قاتل الإسبان والملكيون من جانب والمتمردون من الجانب الآخر في أمريكا الجنوبية والمكسيك. وأعلنت العديد من الدول استقلالها. في عام 1824 هُزمت القوات الإسبانية في معركة أياكوتشو. وأصبح البر الرئيسي حرًا، وفي عام 1898 خسرت إسبانيا كوبا وبورتوريكو في الحرب الإسبانية الأمريكية. وأصبحت بورتوريكو منطقة تابعة للولايات المتحدة، لكن كوبا نالت استقلالها في عام 1902.